# 石山咲良
石山 咲良（いしやま さくら、2004年2月22日 - ）は、日本の歌手、アイドル。女性アイドルグループJuice=Juiceのメンバー。
東京都出身。アップフロントプロモーション所属。

## 略歴
2020年
- 「アンジュルムONLY ONEオーディション～私を創るのは私～」に応募するが、最終審査で落選。
- 11月4日、有澤一華とともにハロプロ研修生に加入。

2022年
- 5月3日、『Hello! Project 研修生発表会 2022 ～春の公開実力診断テスト～』にてモーニング娘。「気まぐれプリンセス」（課題曲）・Juice=Juice「KEEP ON 上昇志向!!」（自由曲）を披露し、『まこと賞』を受賞。
- 6月29日、遠藤彩加里とともにJuice=Juiceに加入することが発表された。
- 11月23日、シングル『全部賭けてGO!!/イニミニマニモ〜恋のライバル宣言〜』でJuice=Juiceとしてメジャーデビュー。

2023年
- 8月3日、発熱の症状がみられ、病院で検査をしたところ咽頭炎と診断されたため4日のイベントを欠席。

2024年
- 3月14日、1st写真集『咲良』発売。

## 人物
- メンバーカラーはパープル[10]。
- 血液型B型[1]。
- 趣味は美味しいものを食べること、1人ショッピング、シャチのショーを見ること[1]。
- ヒョウモントカゲモドキを飼っている[11]。
- 好きな音楽ジャンルはJ-POP、ハロー!プロジェクト。好きになった曲をジャンルを問わず沢山聴いている[1]。
- 好きなスポーツはサイクリング[1]。
- 座右の銘は『意思あるところに道は開ける』[1]。
- 有澤一華はJuice=Juiceでは先輩だが、ハロプロ研修生では同期に当たる[12]。
- 憧れの先輩は稲場愛香（元Juice=Juice）[12]。

## 書籍

### 写真集
- 咲良（2024年3月14日、オデッセー出版、撮影：西村康）[9]

## 出演

### コンサート
- RISA OGATA CONCERT「Coeur à coeur」（2023年8月15日・16日、COTTON CLUB、4公演） - Support Dancer[13]
- RISA OGATA CONCERT「éclatant」（2023年10月30日・31日、COTTON CLUB、4公演） - Support Dancer[14]

### 舞台
- 演劇女子部『図書館物語～3つのブックマーク～』（2021年11月11日 - 11月21日、池袋シアターグリーン BIG TREE THEATER） - 村上詠美 役

## 所属グループ・ユニット
- Juice=Juice（2022年 - ）